# 谢显术
谢显术（1962年—），广西大化人，汉族，中华人民共和国政治人物、第十二届全国人民代表大会广西地区代表。
毕业于南宁师范高等专科学校数学专业。加入中国共产党。2013年，担任全国人大代表，并领导和主持广西壮族自治区马山县人大常委会全面工作。